# Rue des Enfants-Rouges
Rue des Enfants-Rouges var en gata i det tidigare Quartier du Mont-de-Piété i Paris. Gatan var uppkallad efter det intilliggande Hospice des Enfants-Rouges, ett sjukhus för hittebarn, grundat år 1536 av Margareta av Angoulême. Rue des Enfants-Rouges började vid Rue Pastourelle 22 och Rue d'Anjou 10 och slutade vid Rue Portefoin 11 och Rue Molay 2. 
Rue des Enfants-Rouges var belägen i det tidigare sjunde arrondissementet, vilket existerade från 1795 till 1860.
Gatan blev år 1874 en del av Rue des Archives.

## Omgivningar
- Notre-Dame-des-Blancs-Manteaux
- Saint-François-d'Assise